# フェラーリ・F50
F50（伊：effecinquanta/エッフェ チンクワンタ）は、イタリアの自動車メーカーフェラーリが創設50周年を記念して製作したスーパーカーである。

## 概要
F40の後継車種として1995年に発売された。288GTOを祖とするスペチアーレモデルの系譜としては3代目となる。開発コンセプトに掲げられたのは「公道を走るF1」。エンツォ・フェラーリの息子、ピエロ・ラルディ・フェラーリの「F1のエンジンを積んだロードカーを創る」というシンプルなアイデアをもとに、ダラーラで製造されたカーボンコンポジット製のセンターモノコックにF1用エンジンをストレスマウント化（剛結・ボディへ直にボルト止め）し、F1マシンそのままの高剛性な車体構成を市販車として初めて採用した。しかし、その構造ゆえに振動や騒音が激しく、運転時の快適性という点においては後継車種のエンツォ・フェラーリに劣る。

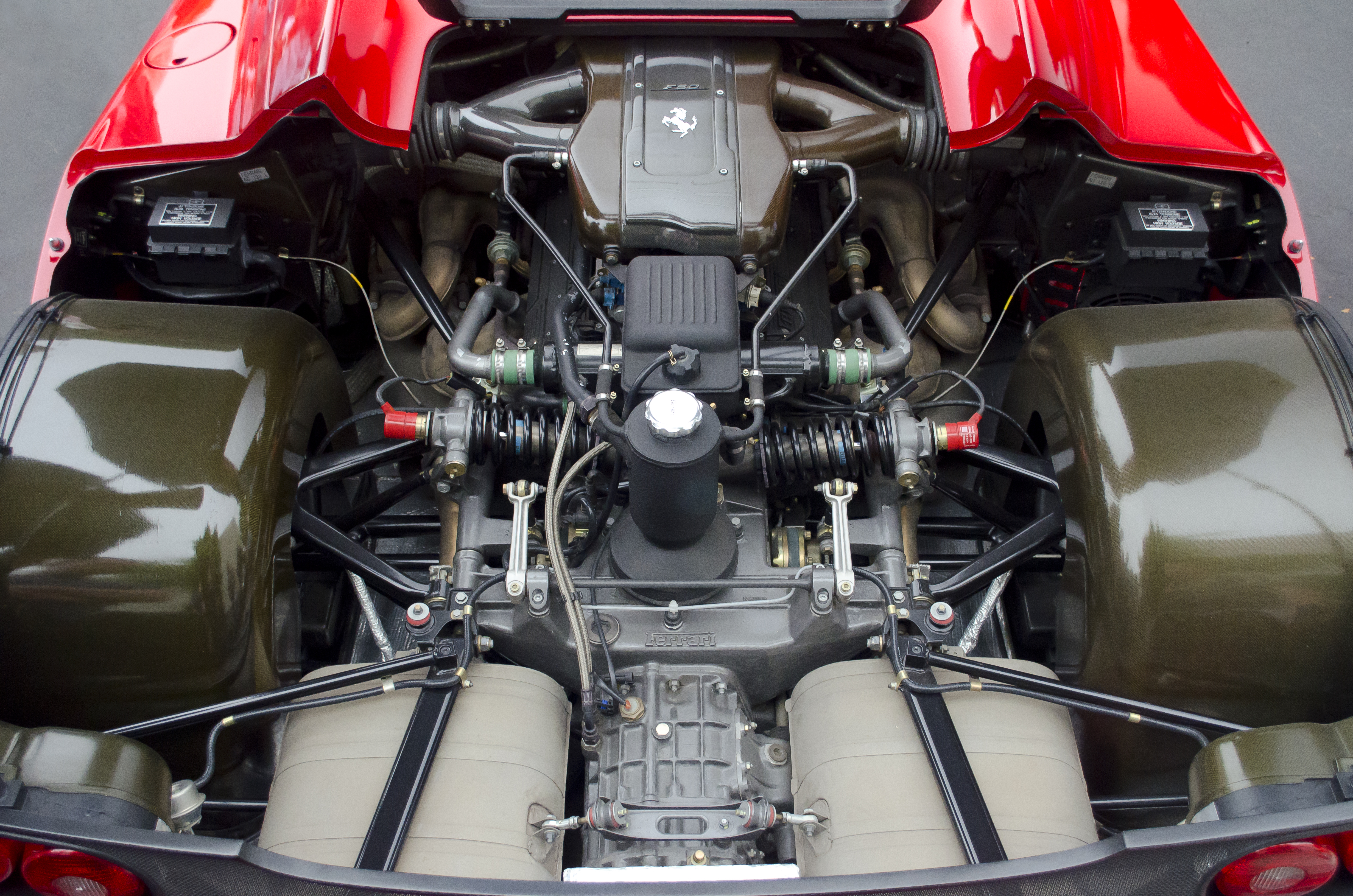
エンジン

エンジンは1992年のF1マシンであるF92Aに搭載された自然吸気 3.5 L V型12気筒 DOHC 5バルブエンジンの鋳鉄ブロックを流用し、排気量を4.7 Lに拡大している。もともとはF1用のためピーキーで扱いにくい高回転型のエンジンであったが、排気量を拡大することで公道でも扱いやすいエンジンとしている。トランスミッションはF1では7速セミATが組み合わされていたが、F50ではごく一般的な6速MTとなっている。
前後のサスペンションもF1の影響を受けたプッシュロッド式。タイヤはグッドイヤーの「GSフィオラノ・イーグルF1」が設定された。

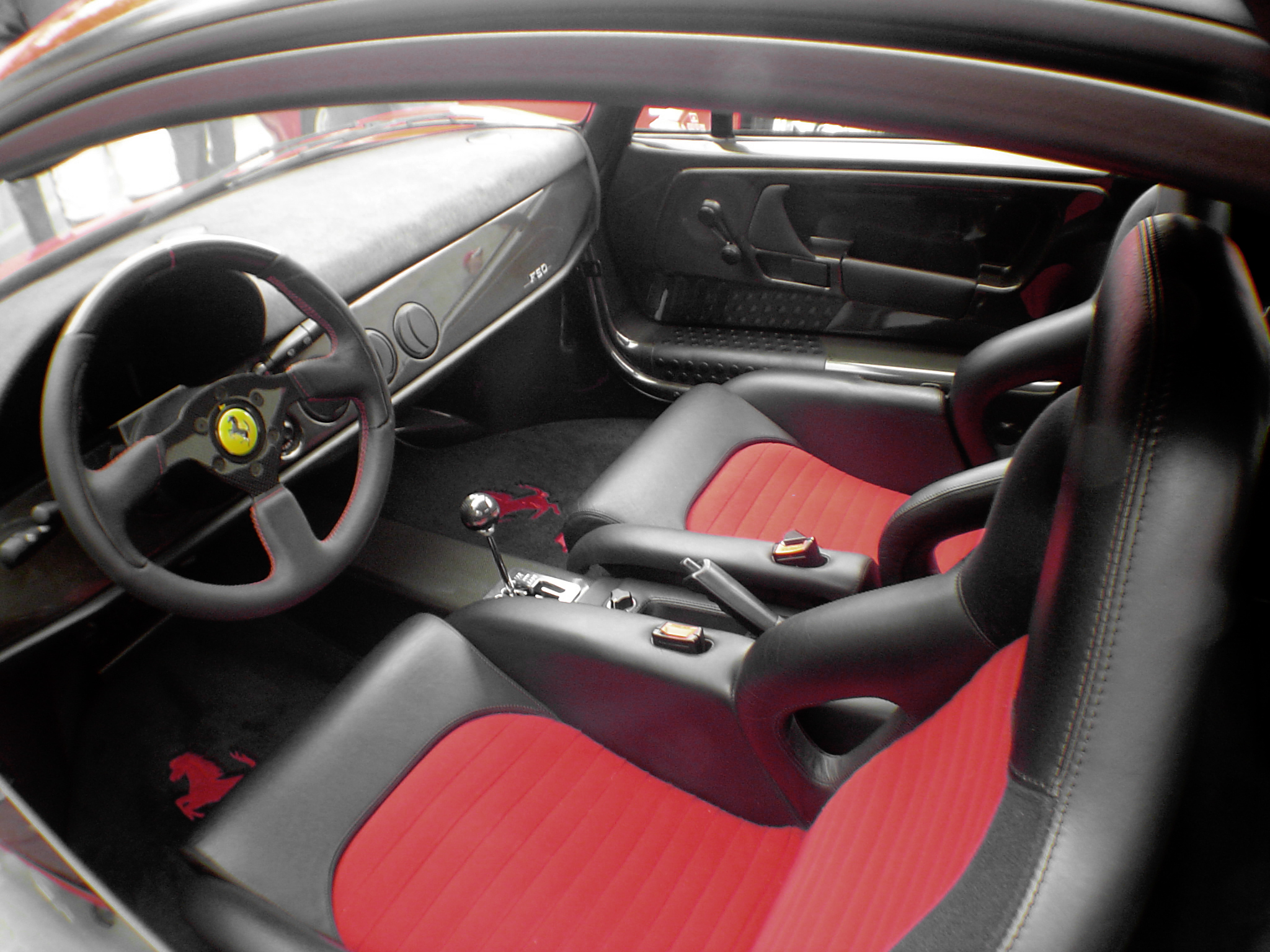
インテリア

車体は屋根部分を取り外してバルケッタ（オープン）とすることができる。ただし、ルーフの脱着には工場での作業を要するため、バルケッタの時には急な雨をしのぐため簡易的なソフトトップが備わる。室内は素材が剥き出しであったF40とは異なり、内張りが施されるなどしてスパルタンな印象は薄い。これは、当時のフェラーリ社長であったルカ・ディ・モンテゼーモロの「フェラーリは日常的に使える車でなければいけない」という方針によるものであるが、当初のコンセプトからするとちぐはぐなものになった。
発表時期が近いこともあり、マクラーレン・F1とライバル視されることもあるが、両者の直接比較は試されなかった模様である。F50発表の1995年のジュネーヴ・モーターショーではフェラーリ側から「マクラーレンよりは遅い」という発言があったが、フェラーリによるとF50は性能を追求した車ではないという。
生産台数は349台で、新車価格は日本円で5,000万円。実際に発売されたのはフェラーリの創業50周年より2年ほど早かった。これは、当時ヨーロッパで施行予定の新しい排気ガス規制に適合させることが難しかったため、それまでに予定した台数を全て売り切ることで規制に間に合わせようとしたといわれている。2021年現在では、その希少性ゆえにプレミアがついている。
なお、競技用モデルの「F50 GT」（後述）が開発中止となったため、F50がモータースポーツの場に姿を見せることはなかったが、F3マカオグランプリの前座である「スーパーカーレース」では、ほぼノーマルながらF50がマカオ市街地のグランプリコースを走行する姿を見ることができた。

## F50 GT

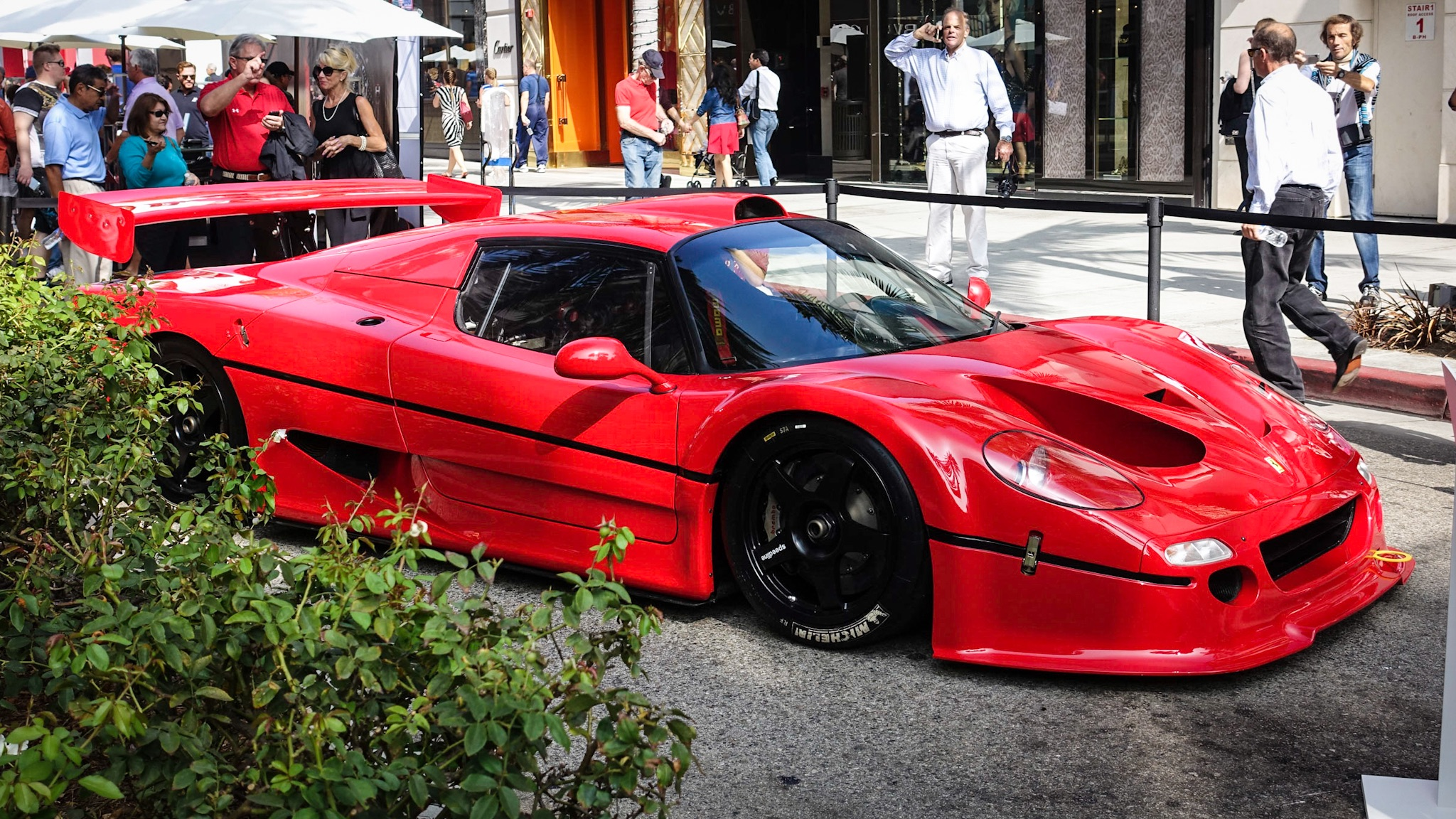
F50 GT

それまでBPRグローバル・エンデュランスGTシリーズ（FIA-GT選手権の前身となったGTカーによる耐久レースシリーズ）およびル・マン24時間レースにF40でエントリーしていたフェラーリであったが、1996年シリーズからF40の後継車種として投入すべく、F50 GTの開発が進められた。開発は100%フェラーリ本社で行い、レーシングカーコンストラクターとして知られるダラーラとARTが協力して製作しました。
市販車では着脱可能なデタッチャブルトップであったが、GTでは完全なクローズドボディとされ、ルーフ後端部からテールエンドに至るカウルはなだらかな形状に改められている。フロントスポイラーやサイドステップ、リアディフューザー、リアウィングといった空力パーツは、この車両のために新規設計されたものである。エンジンカウルの随所には放熱用のダクトが設けられている。
シャシーやボディパネルは、市販車同様のカーボンファイバーコンポジットモノコックを採用。これにより、主なシャシー素材としてチューブラーフレームを用い、カーボン素材を補助材として使用したF40よりもはるかに高いシャシー剛性を実現している。
エンジンは市販車のユニットをベースに、当時のFIA-GTおよびル・マン24時間レースのGT1クラス規定に沿ったチューニングが施されている。レブリミットは約10,000 rpmという高回転型エンジンとなった。
F50 GTは3台が製作されたが、1996年シーズン間際になってフェラーリが突如開発を中止したため、製作された試作車は全車売却という末路を辿ることになった。第1号車はアメリカ、第2号車は日本、第3号車はドイツにそれぞれ売却され、「モータースポーツ等競技車輌として使用しないこと」という条項が記載された誓約書にサインがなされた上で、コレクターの手に渡っている。